# Glaciar El Potro
El glaciar El Potro es un glaciar ubicado en Chile, en la Región de Atacama al sureste de la ciudad de Copiapó. Es un glaciar de montaña con un área de 7 km² y a una altitud de  5864 m s. n. m.
El inventario público de glaciares de Chile 2022 lo caracteriza como glacial de montaña con el código CL103812034@ y una superficie de 1,014 km². La parte chilena descarga a la cuenca del río Copiapó.